# BE Circuit 2011/12
Het BE Circuit 2011/12 begon op 4 mei 2011 en eindigt op 29 april 2012. Alle toernooien die meededen voor deze jaargang van het Europese Badminton Circuit waren Badminton World Federation-toernooien, dus de winnaars zijn niet in alle gevallen van Europese afkomst. Wel zijn de punten voor de Circuit Ranking alleen voor de Europese spelers.

## Speelschema
| Toernooi informatie                                                                                  | Uitslagen                  | Uitslagen                                  | Uitslagen                                                | Uitslagen                                  |                            |
| Toernooi informatie                                                                                  | Onderdeel                  | Winnaar                                    | Verliezer                                                | Uitslag                                    |                            |
| Denmark International 2011                                                                           | Denmark International 2011 | Denmark International 2011                 | Denmark International 2011                               | Denmark International 2011                 | Denmark International 2011 |
| --- | -------------------------- | ------------------------------------------ | -------------------------------------------------------- | ------------------------------------------ | -------------------------- |
| Datum:4 mei t/m 8 mei Plaats: Frederikshavn, Denemarken Prijzengeld: 15.000 US$ BWF-level: 4A        | Mannen enkel               | Jan Ø. Jørgensen                           | Hans-Kristian Vittinghus                                 | 21 - 15, 21 - 12                           |                            |
| Datum:4 mei t/m 8 mei Plaats: Frederikshavn, Denemarken Prijzengeld: 15.000 US$ BWF-level: 4A        | Vrouwen enkel              | Anastasia Prokopenko                       | Agnese Allegrini                                         | 21 - 15, 21 - 15                           |                            |
| Datum:4 mei t/m 8 mei Plaats: Frederikshavn, Denemarken Prijzengeld: 15.000 US$ BWF-level: 4A        | Mannen dubbel              | Rasmus Bonde Anders Kristiansen            | Mikkel Elbjørn Christian Skovgaard                       | 21 - 14, 19 - 21, 21 - 15                  |                            |
| Datum:4 mei t/m 8 mei Plaats: Frederikshavn, Denemarken Prijzengeld: 15.000 US$ BWF-level: 4A        | Vrouwen dubbel             | Line Kruse Marie Røpke                     | Maria Helsbøl Anne Skelbæk                               | 21 - 14, 21 - 14                           |                            |
| Datum:4 mei t/m 8 mei Plaats: Frederikshavn, Denemarken Prijzengeld: 15.000 US$ BWF-level: 4A        | Gemengd dubbel             | Mads Pieler Kolding Julie Houmann          | Rasmus Bonde Maria Helsbøl                               | 21 - 13, 21 - 15                           |                            |
| Slovenian International 2011                                                                         |                            |                                            |                                                          |                                            |                            |
| Datum:11 mei t/m 15 mei Plaats: Medvode, Slovenië Prijzengeld: 5.000 US$ BWF-level: 4B               | Mannen enkel               | Hsu Jen-Hao                                | Kevin Cordón                                             | 21 - 14, 19 - 21, 21 - 10                  |                            |
| Datum:11 mei t/m 15 mei Plaats: Medvode, Slovenië Prijzengeld: 5.000 US$ BWF-level: 4B               | Vrouwen enkel              | Carola Bott                                | Nanna Vainio                                             | 21 - 13, 21 - 10                           |                            |
| Datum:11 mei t/m 15 mei Plaats: Medvode, Slovenië Prijzengeld: 5.000 US$ BWF-level: 4B               | Mannen dubbel              | Łukasz Moreń Wojciech Szkudlarczyk         | Jürgen Koch Peter Zauner                                 | 21 - 13, 21 - 14                           |                            |
| Datum:11 mei t/m 15 mei Plaats: Medvode, Slovenië Prijzengeld: 5.000 US$ BWF-level: 4B               | Vrouwen dubbel             | Johanna Goliszewski Carla Nelte            | Airi Mikkela Jenny Nyström                               | 21 - 14, 21 - 18                           |                            |
| Datum:11 mei t/m 15 mei Plaats: Medvode, Slovenië Prijzengeld: 5.000 US$ BWF-level: 4B               | Gemengd dubbel             | Zvonimir Đurkinjak Staša Poznanovič        | Wojciech Szkudlarczyk Agnieszka Wojtkowska               | 21 - 15, 21 - 11                           |                            |
| Spanish International 2011                                                                           |                            |                                            |                                                          |                                            |                            |
| Datum:19 mei t/m 22 mei Plaats: Madrid, Spanje Prijzengeld: 15.000 US$ BWF-level: 4A                 | Mannen enkel               | Viktor Axelsen                             | Pablo Abián                                              | 21 - 11, 7 - 21, 21 - 9                    |                            |
| Datum:19 mei t/m 22 mei Plaats: Madrid, Spanje Prijzengeld: 15.000 US$ BWF-level: 4A                 | Vrouwen enkel              | Carolina Marín                             | Olga Konon                                               | 21 - 13, 21 - 14                           |                            |
| Datum:19 mei t/m 22 mei Plaats: Madrid, Spanje Prijzengeld: 15.000 US$ BWF-level: 4A                 | Mannen dubbel              | Adam Cwalina Michał Łogosz                 | Peter Käsbauer Josche Zurwonne                           | 21 - 14, 21 - 11                           |                            |
| Datum:19 mei t/m 22 mei Plaats: Madrid, Spanje Prijzengeld: 15.000 US$ BWF-level: 4A                 | Vrouwen dubbel             | Lotte Jonathans Paulien van Dooremalen     | Nicole Grether Charmaine Reid                            | 12 - 21, 21 - 18, 21 - 14                  |                            |
| Datum:19 mei t/m 22 mei Plaats: Madrid, Spanje Prijzengeld: 15.000 US$ BWF-level: 4A                 | Gemengd dubbel             | Mikkel Delbo Larsen Mie Schjøtt-Kristensen | Zvonimir Đurkinjak Staša Poznanovič                      | 21 - 17, 21 - 19                           |                            |
| Lithuanian International 2011                                                                        |                            |                                            |                                                          |                                            |                            |
| Datum:6 juni t/m 12 juni Plaats: Kaunas, Litouwen Prijzengeld: 5.000 US$ BWF-level: 4B               | Mannen enkel               | Kęstutis Navickas                          | Scott Evans                                              | 21 - 17, 12 - 21, 21 - 11                  |                            |
| Datum:6 juni t/m 12 juni Plaats: Kaunas, Litouwen Prijzengeld: 5.000 US$ BWF-level: 4B               | Vrouwen enkel              | Chloe Magee                                | Ragna Ingólfsdóttir                                      | 21 - 11, 23 - 21                           |                            |
| Datum:6 juni t/m 12 juni Plaats: Kaunas, Litouwen Prijzengeld: 5.000 US$ BWF-level: 4B               | Mannen dubbel              | Łukasz Moreń Wojciech Szkudlarczyk         | Sam Magee Tony Stephenson                                | 21 - 12, 24 - 22                           |                            |
| Datum:6 juni t/m 12 juni Plaats: Kaunas, Litouwen Prijzengeld: 5.000 US$ BWF-level: 4B               | Vrouwen dubbel             | Anna Kobceva Elena Prus                    | Mariya Ulitina Natalya Voytsekh                          | 21 - 12, 21 - 19                           |                            |
| Datum:6 juni t/m 12 juni Plaats: Kaunas, Litouwen Prijzengeld: 5.000 US$ BWF-level: 4B               | Gemengd dubbel             | Sam Magee Chloe Magee                      | Wojciech Szkudlarczyk Agnieszka Wojtkowska               | 21 - 9, 15 - 21, 21 - 19                   |                            |
| Sint Petersburg White Nights 2011                                                                    |                            |                                            |                                                          |                                            |                            |
| Datum:6 juli t/m 10 juli Plaats: Gatsjina, Rusland Prijzengeld: 15.000 US$ BWF-level: 4A             | Mannen enkel               | Hsu Jen-Hao                                | Derek Wong Zi Liang                                      | 21 - 18, 14 - 21, 21 - 12                  |                            |
| Datum:6 juli t/m 10 juli Plaats: Gatsjina, Rusland Prijzengeld: 15.000 US$ BWF-level: 4A             | Vrouwen enkel              | Fransisca Ratnasari                        | Maria Kristin Yulianti                                   | 21 - 15, 21 - 23, 21 - 11                  |                            |
| Datum:6 juli t/m 10 juli Plaats: Gatsjina, Rusland Prijzengeld: 15.000 US$ BWF-level: 4A             | Mannen dubbel              | Rian Sukmawan Rendra Wijaya                | Fernando Kurniawan Wifqi Windarto                        | 14 - 21, 21 - 13, 21 - 12                  |                            |
| Datum:6 juli t/m 10 juli Plaats: Gatsjina, Rusland Prijzengeld: 15.000 US$ BWF-level: 4A             | Vrouwen dubbel             | Irina Hlebko Anastasia Russkikh            | Tatyana Bibik Olga Golovanova                            | 21 - 17, 21 - 16                           |                            |
| Datum:6 juli t/m 10 juli Plaats: Gatsjina, Rusland Prijzengeld: 15.000 US$ BWF-level: 4A             | Gemengd dubbel             | Danny Bawa Chrisnanta Vanessa Neo Yu Yan   | Baptiste Carême Audrey Fontane                           | 21 - 18, 19 - 21, 21 - 15                  |                            |
| Slovak International 2011                                                                            |                            |                                            |                                                          |                                            |                            |
| Datum:31 augustus t/m 3 september Plaats: Prešov, Slowakije Prijzengeld: 5.000 US$ BWF-level: 4B     | Mannen enkel               | Petr Koukal                                | Hubert Pączek                                            | 21 - 11, 21 - 15                           |                            |
| Datum:31 augustus t/m 3 september Plaats: Prešov, Slowakije Prijzengeld: 5.000 US$ BWF-level: 4B     | Vrouwen enkel              | Anu Nieminen                               | Patty Stolzenbach                                        | 21 - 14, 19 - 21, 21 - 16                  |                            |
| Datum:31 augustus t/m 3 september Plaats: Prešov, Slowakije Prijzengeld: 5.000 US$ BWF-level: 4B     | Mannen dubbel              | Jorrit de Ruiter Dave Khodabux             | Łukasz Moreń Wojciech Szkudlarczyk                       | 21 - 13, 21 - 17                           |                            |
| Datum:31 augustus t/m 3 september Plaats: Prešov, Slowakije Prijzengeld: 5.000 US$ BWF-level: 4B     | Vrouwen dubbel             | Selena Piek Iris Tabeling                  | Özge Bayrak Neslihan Yiğit                               | 21 - 7, 21 - 9                             |                            |
| Datum:31 augustus t/m 3 september Plaats: Prešov, Slowakije Prijzengeld: 5.000 US$ BWF-level: 4B     | Gemengd dubbel             | Dave Khodabux Selena Piek                  | Wojciech Szkudlarczyk Agnieszka Wojtkowska               | 21 - 13, 21 - 18                           |                            |
| Kharkov International 2011                                                                           |                            |                                            |                                                          |                                            |                            |
| Datum:8 september t/m 11 september Plaats: Charkov, Oekraïne Prijzengeld: 15.000 US$ BWF-level: 4A   | Mannen enkel               | Brice Leverdez                             | Dmytro Zavadsky                                          | 9 - 21, 21 - 14, 21 - 14                   |                            |
| Datum:8 september t/m 11 september Plaats: Charkov, Oekraïne Prijzengeld: 15.000 US$ BWF-level: 4A   | Vrouwen enkel              | Olga Konon                                 | Susan Egelstaff                                          | 21 - 9, 21 - 10                            |                            |
| Datum:8 september t/m 11 september Plaats: Charkov, Oekraïne Prijzengeld: 15.000 US$ BWF-level: 4A   | Mannen dubbel              | Vladimir Ivanov Ivan Sozonov               | Adam Cwalina Michał Łogosz                               | 19 - 21, 21 - 19, 21 - 16                  |                            |
| Datum:8 september t/m 11 september Plaats: Charkov, Oekraïne Prijzengeld: 15.000 US$ BWF-level: 4A   | Vrouwen dubbel             | Shinta Mulia Sari Yao Lei                  | Sandra Marinello Birgit Michels                          | 21 - 17, 18 - 21, 21 - 15                  |                            |
| Datum:8 september t/m 11 september Plaats: Charkov, Oekraïne Prijzengeld: 15.000 US$ BWF-level: 4A   | Gemengd dubbel             | Michael Fuchs Birgit Michels               | Chayut Triyachart Yao Lei                                | 21 - 18, 21 - 14                           |                            |
| Belgian International 2011                                                                           |                            |                                            |                                                          |                                            |                            |
| Datum:15 september t/m 18 september Plaats: Leuven, België Prijzengeld: 15.000 US$ BWF-level: 4A     | Mannen enkel               | Brice Leverdez                             | Andre Kurniawan Tedjono                                  | 21 - 7, 13 - 21, 21 - 11                   |                            |
| Datum:15 september t/m 18 september Plaats: Leuven, België Prijzengeld: 15.000 US$ BWF-level: 4A     | Vrouwen enkel              | Olga Konon                                 | Larisa Griga                                             | 21 - 12, 21 - 13                           |                            |
| Datum:15 september t/m 18 september Plaats: Leuven, België Prijzengeld: 15.000 US$ BWF-level: 4A     | Mannen dubbel              | Adam Cwalina Michał Łogosz                 | Jürgen Koch Peter Zauner                                 | 21 - 11, 21 - 15                           |                            |
| Datum:15 september t/m 18 september Plaats: Leuven, België Prijzengeld: 15.000 US$ BWF-level: 4A     | Vrouwen dubbel             | Shinta Mulia Sari Yao Lei                  | Mariana Agathangelou Heather Olver                       | 21 - 12, 21 - 18                           |                            |
| Datum:15 september t/m 18 september Plaats: Leuven, België Prijzengeld: 15.000 US$ BWF-level: 4A     | Gemengd dubbel             | Chayut Triyachart Yao Lei                  | Jorrit de Ruiter Selena Piek                             | 23 - 25, 21 - 16, 21 - 14                  |                            |
| Czech International 2011                                                                             |                            |                                            |                                                          |                                            |                            |
| Datum:29 september t/m 2 oktober Plaats: Brno, Tsjechië Prijzengeld: 15.000 US$ BWF-level: 4A        | Mannen enkel               | Przemyslaw Wacha                           | Petr Koukal                                              | 21 - 19, 21 - 16                           |                            |
| Datum:29 september t/m 2 oktober Plaats: Brno, Tsjechië Prijzengeld: 15.000 US$ BWF-level: 4A        | Vrouwen enkel              | Kristina Gavnholt                          | Arundhati Pantawane                                      | 21 - 10, 21 - 18                           |                            |
| Datum:29 september t/m 2 oktober Plaats: Brno, Tsjechië Prijzengeld: 15.000 US$ BWF-level: 4A        | Mannen dubbel              | Adam Cwalina Michał Łogosz                 | Vitalij Durkin Alexandr Nikolaenko                       | 21 - 13, 21 - 16                           |                            |
| Datum:29 september t/m 2 oktober Plaats: Brno, Tsjechië Prijzengeld: 15.000 US$ BWF-level: 4A        | Vrouwen dubbel             | Valeria Sorokina Nina Vislova              | Nicole Grether Charmaine Reid                            | 21 - 10, 21 - 16                           |                            |
| Datum:29 september t/m 2 oktober Plaats: Brno, Tsjechië Prijzengeld: 15.000 US$ BWF-level: 4A        | Gemengd dubbel             | Alexandr Nikolaenko Valeria Sorokina       | Gert Kunka Amanda Hogstrom                               | 21 - 15, 21 - 12                           |                            |
| Bulgarian International 2011                                                                         |                            |                                            |                                                          |                                            |                            |
| Datum:6 oktober t/m 9 oktober Plaats: Sofia, Bulgarije Prijzengeld: 15.000 US$ BWF-level: 4A         | Mannen enkel               | Przemyslaw Wacha                           | Chun Seang Tan                                           | 21 - 11, 11 - 21, 21 - 11                  |                            |
| Datum:6 oktober t/m 9 oktober Plaats: Sofia, Bulgarije Prijzengeld: 15.000 US$ BWF-level: 4A         | Vrouwen enkel              | Linda Zechiri                              | Neslihan Yigit                                           | 21 - 18, 21 - 14                           |                            |
| Datum:6 oktober t/m 9 oktober Plaats: Sofia, Bulgarije Prijzengeld: 15.000 US$ BWF-level: 4A         | Mannen dubbel              | Jui Wei Liang Kuan Hao Liao                | Po Yi Huang Chia Bin Lu                                  | 21 - 12, 22 - 20                           |                            |
| Datum:6 oktober t/m 9 oktober Plaats: Sofia, Bulgarije Prijzengeld: 15.000 US$ BWF-level: 4A         | Vrouwen dubbel             | Mariana Agathangelou Heather Olver         | Pradnya Gadre Prajakta Sawant                            | 18 - 21, 21 - 7, 21 - 10                   |                            |
| Datum:6 oktober t/m 9 oktober Plaats: Sofia, Bulgarije Prijzengeld: 15.000 US$ BWF-level: 4A         | Gemengd dubbel             | Valeriy Atrashchenkov Anna Kobceva         | Gary Fox Samantha Ward                                   | 21 - 18, 19 - 21, 21 - 14                  |                            |
| Turkey Open 2011                                                                                     |                            |                                            |                                                          |                                            |                            |
| Datum:13 oktober t/m 16 oktober Plaats: Antalya (stad), Turkije Prijzengeld: 5.000 US$ BWF-level: 4B | Mannen enkel               | Fabian Hammes                              | Murat Sen                                                | 21 - 17, 21 - 11                           |                            |
| Datum:13 oktober t/m 16 oktober Plaats: Antalya (stad), Turkije Prijzengeld: 5.000 US$ BWF-level: 4B | Vrouwen enkel              | Anne Hald Jensen                           | Ozge Bayrak                                              | 14 - 21, 21 - 9, 21 - 18                   |                            |
| Datum:13 oktober t/m 16 oktober Plaats: Antalya (stad), Turkije Prijzengeld: 5.000 US$ BWF-level: 4B | Mannen dubbel              | Ben Stawski Paul Van Rietvelde             | Mikkel Mikkelsen Nikolaj Overgaard                       | 21 - 19, 21 - 13                           |                            |
| Datum:13 oktober t/m 16 oktober Plaats: Antalya (stad), Turkije Prijzengeld: 5.000 US$ BWF-level: 4B | Vrouwen dubbel             | Gabriela Stoeva Stefani Stoeva             | Langley Alexandra Lauren Smith                           | 21 - 14, 16 - 21, 21 - 10                  |                            |
| Datum:13 oktober t/m 16 oktober Plaats: Antalya (stad), Turkije Prijzengeld: 5.000 US$ BWF-level: 4B | Gemengd dubbel             | Ben Stawski Lauren Smith                   | Chris Coles Jessica Fletcher                             | 21 - 19, 21 - 13                           |                            |
| Swiss International 2011                                                                             |                            |                                            |                                                          |                                            |                            |
| Datum:20 oktober t/m 23 oktober Plaats: Bern, Zwitserland Prijzengeld: 15.000 US$ BWF-level: 4A      | Mannen enkel               | Andre Kurniawan Tedjono                    | Valeriy Atrashchenkov                                    | 21 - 16, 21 - 12                           |                            |
| Datum:20 oktober t/m 23 oktober Plaats: Bern, Zwitserland Prijzengeld: 15.000 US$ BWF-level: 4A      | Vrouwen enkel              | Pusarla Venkata Sindhu                     | Carola Bott                                              | 21 - 11, 21 - 11                           |                            |
| Datum:20 oktober t/m 23 oktober Plaats: Bern, Zwitserland Prijzengeld: 15.000 US$ BWF-level: 4A      | Mannen dubbel              | Łukasz Moreń Wojciech Szkudlarczyk         | Pranav Chopra Akshay Dewalkar                            | 17 - 21, 21 - 16, 21 - 12                  |                            |
| Datum:20 oktober t/m 23 oktober Plaats: Bern, Zwitserland Prijzengeld: 15.000 US$ BWF-level: 4A      | Vrouwen dubbel             | Pradnya Gadre Prajakta Sawant              | Laura Choinet Audrey Fontaine                            | 19 - 21, 21 - 10, 21 - 10                  |                            |
| Datum:20 oktober t/m 23 oktober Plaats: Bern, Zwitserland Prijzengeld: 15.000 US$ BWF-level: 4A      | Gemengd dubbel             | Vitalij Durkin Nina Vislova                | Sergey Lunev Evgenia Dimova                              | 22 - 20, 25 - 23                           |                            |
| Cyprus International 2011                                                                            |                            |                                            |                                                          |                                            |                            |
| Datum:27 oktober t/m 30 oktober Plaats: Nicosia, Cyprus Prijzengeld: 5.000 US$ BWF-level: 4B         | Mannen enkel               | Emil Holst                                 | Henrik Toth                                              | 21 - 11, 21 - 8                            |                            |
| Datum:27 oktober t/m 30 oktober Plaats: Nicosia, Cyprus Prijzengeld: 5.000 US$ BWF-level: 4B         | Vrouwen enkel              | Lianne Tan                                 | Tatjana Bibik                                            | 13 - 21, 21 - 18, 18 - 11 (Opgave Rusland) |                            |
| Datum:27 oktober t/m 30 oktober Plaats: Nicosia, Cyprus Prijzengeld: 5.000 US$ BWF-level: 4B         | Mannen dubbel              | Theis Christiansen Niclas Nohr             | Nikolaj Nikolaenko Nikolai Ukk                           | 21 - 17, 21 - 13                           |                            |
| Datum:27 oktober t/m 30 oktober Plaats: Nicosia, Cyprus Prijzengeld: 5.000 US$ BWF-level: 4B         | Vrouwen dubbel             | Tatjana Bibik Anastasia Chervaykova        | Celine Juel Josephine Van Zaane                          | 21 - 12, 21 - 11                           |                            |
| Datum:27 oktober t/m 30 oktober Plaats: Nicosia, Cyprus Prijzengeld: 5.000 US$ BWF-level: 4B         | Gemengd dubbel             | Niclas Nohr Joan Chirstiansen              | Nikolaj Nikolaenko Anastasia Chervaykova                 | 23 - 21, 21 - 18                           |                            |
| Hungarian International 2011                                                                         |                            |                                            |                                                          |                                            |                            |
| Datum:2 november t/m 6 november Plaats: Boedapest, Hongarije Prijzengeld: 5.000 US$ BWF-level: 4B    | Mannen enkel               | Rasmus Fladberg                            | Vitaly Konov                                             | 21 - 17, 21 - 11                           |                            |
| Datum:2 november t/m 6 november Plaats: Boedapest, Hongarije Prijzengeld: 5.000 US$ BWF-level: 4B    | Vrouwen enkel              | Stefani Stoeva                             | Camilla Sörensen                                         | 23 - 21, 21 - 14                           |                            |
| Datum:2 november t/m 6 november Plaats: Boedapest, Hongarije Prijzengeld: 5.000 US$ BWF-level: 4B    | Mannen dubbel              | Zvonimir Durkinjak Zvonimir Hoelbling      | Łukasz Moreń Wojciech Szkudlarczyk                       | 21 - 18, 21 - 18                           |                            |
| Datum:2 november t/m 6 november Plaats: Boedapest, Hongarije Prijzengeld: 5.000 US$ BWF-level: 4B    | Vrouwen dubbel             | Natalia Pocztowiak Stasa Poznanovic        | Kamila Augustyn Agnieszka Wojtkowska                     | 22 - 20, 20 - 22, 21 - 18                  |                            |
| Datum:2 november t/m 6 november Plaats: Boedapest, Hongarije Prijzengeld: 5.000 US$ BWF-level: 4B    | Gemengd dubbel             | Indra Viki Okvana Gustiani Megawati        | Łukasz Moreń Natalia Pocztowiak                          | 21 - 11, 21 - 19                           |                            |
| Iceland International 2011                                                                           |                            |                                            |                                                          |                                            |                            |
| Datum:10 november t/m 13 november Plaats: Reykjavik, IJsland Prijzengeld: 5.000 US$ BWF-level: 4B    | Mannen enkel               | Mathias Borg                               | Tony Stephenson                                          | 21 - 18, 21 - 17                           |                            |
| Datum:10 november t/m 13 november Plaats: Reykjavik, IJsland Prijzengeld: 5.000 US$ BWF-level: 4B    | Vrouwen enkel              | Ragna Ingolfsdottir                        | Akvile Stapusaityte                                      | 21 - 18, 17 - 21, 21 - 17                  |                            |
| Datum:10 november t/m 13 november Plaats: Reykjavik, IJsland Prijzengeld: 5.000 US$ BWF-level: 4B    | Mannen dubbel              | Thomas Dew-Hattens Mathias Kany            | Magnus Ingi Helgason Helgi Johannesson                   | 16 - 21, 21 - 12, 21 - 16                  |                            |
| Datum:10 november t/m 13 november Plaats: Reykjavik, IJsland Prijzengeld: 5.000 US$ BWF-level: 4B    | Vrouwen dubbel             | Tinna Helgadottir Snjolaug Johannsdottir   | Celilie Nystrup Wegener Clausen Fie Sønderby Christensen | 11 - 4 (Opgave Denemarken)                 |                            |
| Datum:10 november t/m 13 november Plaats: Reykjavik, IJsland Prijzengeld: 5.000 US$ BWF-level: 4B    | Gemengd dubbel             | Thomas Dew-Hattens Louise Hansen           | Tony Stephenson Sinnead Chambers                         | 23 - 21, 21 - 13                           |                            |
| Norwegian International 2011                                                                         |                            |                                            |                                                          |                                            |                            |
| Datum:17 november t/m 20 november Plaats: Oslo, Noorwegen Prijzengeld: 15.000 US$ BWF-level: 4A      | Mannen enkel               | Ville Lang                                 | Emil Holst                                               | 19 - 21, 21 - 11, 21 - 10                  |                            |
| Datum:17 november t/m 20 november Plaats: Oslo, Noorwegen Prijzengeld: 15.000 US$ BWF-level: 4A      | Vrouwen enkel              | Linda Zechiri                              | Chloe Magee                                              | 21 - 19, 21 - 14                           |                            |
| Datum:17 november t/m 20 november Plaats: Oslo, Noorwegen Prijzengeld: 15.000 US$ BWF-level: 4A      | Mannen dubbel              | Rasmus Bonde Anders Kristiansen            | Adam Cwalina Michał Łogosz                               | 21 - 17, 21 - 18                           |                            |
| Datum:17 november t/m 20 november Plaats: Oslo, Noorwegen Prijzengeld: 15.000 US$ BWF-level: 4A      | Vrouwen dubbel             | Eva Lee Paula Lynn Obanana                 | Lotte Jonathans Paulien van Dooremalen                   | 17 - 21, 21 - 6, 21 - 13                   |                            |
| Datum:17 november t/m 20 november Plaats: Oslo, Noorwegen Prijzengeld: 15.000 US$ BWF-level: 4A      | Gemengd dubbel             | Sam Magee Chloe Magee                      | Rasmus Bonde Maria Helsbol                               | 21 - 17, 21 - 16                           |                            |
| Scottish International 2011                                                                          |                            |                                            |                                                          |                                            |                            |
| Datum:23 november t/m 27 november Plaats: Glasgow, Schotland Prijzengeld: 15.000 US$ BWF-level: 4A   | Mannen enkel               | Rajiv Ouseph                               | Carl Baxter                                              | 21 - 18, 21 - 10                           |                            |
| Datum:23 november t/m 27 november Plaats: Glasgow, Schotland Prijzengeld: 15.000 US$ BWF-level: 4A   | Vrouwen enkel              | Judith Meulendijks                         | Line Kjærsfeldt                                          | 21 - 9, 21 - 19                            |                            |
| Datum:23 november t/m 27 november Plaats: Glasgow, Schotland Prijzengeld: 15.000 US$ BWF-level: 4A   | Mannen dubbel              | Vladimir Ivanov Ivan Sozonov               | Marcus Ellis Peter Mills                                 | 21 - 19, 21 - 19                           |                            |
| Datum:23 november t/m 27 november Plaats: Glasgow, Schotland Prijzengeld: 15.000 US$ BWF-level: 4A   | Vrouwen dubbel             | Emelie Lennartsson Emma Wengberg           | Ng Hui Ern Ng Hui Lin                                    | 21 - 7, 21 - 13                            |                            |
| Datum:23 november t/m 27 november Plaats: Glasgow, Schotland Prijzengeld: 15.000 US$ BWF-level: 4A   | Gemengd dubbel             | Kim Astrup Sørensen Line Kjærsfeldt        | Wojciech Szkudlarczyk Agnieszka Wojtkowska               | 15 - 21, 21 - 15, 21 - 13                  |                            |
| Welsh International 2011                                                                             |                            |                                            |                                                          |                                            |                            |
| Datum:1 december t/m 4 december Plaats: Cardiff, Wales Prijzengeld: 5.000 US$ BWF-level: 4B          | Mannen enkel               | Niluka Karunaratne                         | Chong Chieh Lok                                          | 21 - 16, 18 - 21, 21 - 19                  |                            |
| Datum:1 december t/m 4 december Plaats: Cardiff, Wales Prijzengeld: 5.000 US$ BWF-level: 4B          | Vrouwen enkel              | Nicole Schaller                            | Ragna Ingolfsdottir                                      | 3 - 1 (Opgave IJsland)                     |                            |
| Datum:1 december t/m 4 december Plaats: Cardiff, Wales Prijzengeld: 5.000 US$ BWF-level: 4B          | Mannen dubbel              | Christopher Coles Matthew Nottingham       | Martin Campbell Angus Gilmour                            | 21 - 19, 21 - 7                            |                            |
| Datum:1 december t/m 4 december Plaats: Cardiff, Wales Prijzengeld: 5.000 US$ BWF-level: 4B          | Vrouwen dubbel             | Ng Hui Ern Ng Hui Lin                      | Alexandra Langley Lauren Smith                           | 21 - 16, 21 - 14                           |                            |
| Datum:1 december t/m 4 december Plaats: Cardiff, Wales Prijzengeld: 5.000 US$ BWF-level: 4B          | Gemengd dubbel             | Martin Campbell Ng Hui Lin                 | Peter Briggs Ng Hui Ern                                  | 21 - 16, 21 - 19                           |                            |
| Irish International 2011                                                                             |                            |                                            |                                                          |                                            |                            |
| Datum:8 december t/m 11 december Plaats: Dublin, Ierland Prijzengeld: 15.000 US$ BWF-level: 4A       | Mannen enkel               | Rajiv Ouseph                               | Przemyslaw Wacha                                         | 21 - 15, 11 - 5 (Opgave Polen)             |                            |
| Datum:8 december t/m 11 december Plaats: Dublin, Ierland Prijzengeld: 15.000 US$ BWF-level: 4A       | Vrouwen enkel              | Hsiao Ma Pai                               | Carolina Marín                                           | 12 - 21, 21 - 19, 21 - 7                   |                            |
| Datum:8 december t/m 11 december Plaats: Dublin, Ierland Prijzengeld: 15.000 US$ BWF-level: 4A       | Mannen dubbel              | Adam Cwalina Michał Łogosz                 | Marcus Ellis Peter Mills                                 | 21 - 15, 21 - 15                           |                            |
| Datum:8 december t/m 11 december Plaats: Dublin, Ierland Prijzengeld: 15.000 US$ BWF-level: 4A       | Vrouwen dubbel             | Ng Hui Ern Ng Hui Lin                      | Mariana Agathangelou Heather Olver                       | 14 - 21, 21 - 16, 21 - 11                  |                            |
| Datum:8 december t/m 11 december Plaats: Dublin, Ierland Prijzengeld: 15.000 US$ BWF-level: 4A       | Gemengd dubbel             | Marcus Ellis Heather Olver                 | Dave Khodabux Selena Piek                                | 21 - 19, 21 - 17                           |                            |
| Italian International 2011                                                                           |                            |                                            |                                                          |                                            |                            |
| Datum:13 december t/m 16 december Plaats: Rome, Italië Prijzengeld: 15.000 US$ BWF-level: 4A         | Mannen enkel               | Pablo Abián                                | Ville Lang                                               | 13 - 21, 21 - 14, 21 - 13                  |                            |
| Datum:13 december t/m 16 december Plaats: Rome, Italië Prijzengeld: 15.000 US$ BWF-level: 4A         | Vrouwen enkel              | Yao Jie                                    | Petya Nedelcheva                                         | 21 - 11, 21 - 17                           |                            |
| Datum:13 december t/m 16 december Plaats: Rome, Italië Prijzengeld: 15.000 US$ BWF-level: 4A         | Mannen dubbel              | Vladimir Ivanov Ivan Sozonov               | Vitalij Durkin Alexandr Nikolaenko                       | 21 - 16, 21 - 15                           |                            |
| Datum:13 december t/m 16 december Plaats: Rome, Italië Prijzengeld: 15.000 US$ BWF-level: 4A         | Vrouwen dubbel             | Valeria Sorokina Nina Vislova              | Sandra Marinello Birgit Michels                          | 21 - 14, 21 - 9                            |                            |
| Datum:13 december t/m 16 december Plaats: Rome, Italië Prijzengeld: 15.000 US$ BWF-level: 4A         | Gemengd dubbel             | Alexandr Nikolaenko Valeria Sorokina       | Vitalij Durkin Nina Vislova                              | 13 - 21, 21 - 18, 21 - 17                  |                            |
| Turkey International 2011                                                                            |                            |                                            |                                                          |                                            |                            |
| Datum:19 december t/m 22 december Plaats: Istanboel, Turkije Prijzengeld: 15.000 US$ BWF-level: 4A   | Mannen enkel               | Hong Ji-hoon                               | Tan Chun Seang                                           | 22 - 24, 21 - 12, 21 - 16                  |                            |
| Datum:19 december t/m 22 december Plaats: Istanboel, Turkije Prijzengeld: 15.000 US$ BWF-level: 4A   | Vrouwen enkel              | Petya Nedelcheva                           | Anne Hald Jensen                                         | Walk-over                                  |                            |
| Datum:19 december t/m 22 december Plaats: Istanboel, Turkije Prijzengeld: 15.000 US$ BWF-level: 4A   | Mannen dubbel              | Kim Ki-jung Kim Sa-rang                    | Cho Gun-woo Shin Baek-cheol                              | 21 - 17, 16 - 21, 21 - 15                  |                            |
| Datum:19 december t/m 22 december Plaats: Istanboel, Turkije Prijzengeld: 15.000 US$ BWF-level: 4A   | Vrouwen dubbel             | Sandra Marinello Birgit Michels            | Choi A-reum Yoo Hyun-young                               | 21 - 18, 18 - 21, 24 - 22                  |                            |
| Datum:19 december t/m 22 december Plaats: Istanboel, Turkije Prijzengeld: 15.000 US$ BWF-level: 4A   | Gemengd dubbel             | Cho Gun-woo Yoo Hyun-young                 | Kim Sa-rang Lee So-hee                                   | 23 - 25, 21 - 9, 21 - 19                   |                            |
| Estonian International 2012                                                                          |                            |                                            |                                                          |                                            |                            |
| Datum:12 januari t/m 15 januari Plaats: Tallinn, Estland Prijzengeld: 5.000 US$ BWF-level: 4B        | Mannen enkel               | Ville Lang                                 | Raul Must                                                | 21 - 8, 21 - 15                            |                            |
| Datum:12 januari t/m 15 januari Plaats: Tallinn, Estland Prijzengeld: 5.000 US$ BWF-level: 4B        | Vrouwen enkel              | Judith Meulendijks                         | Elizabeth Cann                                           | 21 - 13, 10 - 21, 21 - 14                  |                            |
| Datum:12 januari t/m 15 januari Plaats: Tallinn, Estland Prijzengeld: 5.000 US$ BWF-level: 4B        | Mannen dubbel              | Laurent Constantin Sebastien Vincent       | Jorrit de Ruiter Dave Khodabux                           | 21 - 17, 19 - 21, 21 - 15                  |                            |
| Datum:12 januari t/m 15 januari Plaats: Tallinn, Estland Prijzengeld: 5.000 US$ BWF-level: 4B        | Vrouwen dubbel             | Selena Piek Iris Tabeling                  | Samantha Barning Ilse Vaessen                            | 21 - 15, 13 - 21, 21 - 10                  |                            |
| Datum:12 januari t/m 15 januari Plaats: Tallinn, Estland Prijzengeld: 5.000 US$ BWF-level: 4B        | Gemengd dubbel             | Dave Khodabux Selena Piek                  | Jorrit de Ruiter Samantha Barning                        | 21 - 7, 21 - 12                            |                            |
| Swedish International 2012                                                                           |                            |                                            |                                                          |                                            |                            |
| Datum:19 januari t/m 22 januari Plaats: Stockholm, Zweden Prijzengeld: 15.000 US$ BWF-level: 4A      | Mannen enkel               | Chan Yan Kit                               | Eric Pang                                                | 21 - 19, 21 - 17                           |                            |
| Datum:19 januari t/m 22 januari Plaats: Stockholm, Zweden Prijzengeld: 15.000 US$ BWF-level: 4A      | Vrouwen enkel              | Pi Hongyan                                 | Kristína Gavnholt                                        | 21 - 13, 21 - 17                           |                            |
| Datum:19 januari t/m 22 januari Plaats: Stockholm, Zweden Prijzengeld: 15.000 US$ BWF-level: 4A      | Mannen dubbel              | Vladimir Ivanov Ivan Sozonov               | Jorrit de Ruiter Dave Khodabux                           | 21 - 16, 21 - 19                           |                            |
| Datum:19 januari t/m 22 januari Plaats: Stockholm, Zweden Prijzengeld: 15.000 US$ BWF-level: 4A      | Vrouwen dubbel             | Mariana Agathangelou Heather Olver         | Eva Lee Paula Obanana                                    | 21 - 15, 21 - 12                           |                            |
| Datum:19 januari t/m 22 januari Plaats: Stockholm, Zweden Prijzengeld: 15.000 US$ BWF-level: 4A      | Gemengd dubbel             | Nathan Robertson Jenny Wallwork            | Mads Pieler Kolding Julie Houmann                        | 21 - 17, 21 - 17                           |                            |
| Austrian International 2012                                                                          |                            |                                            |                                                          |                                            |                            |
| Datum:22 februari t/m 25 februari Plaats: Wenen, Oostenrijk Prijzengeld: 15.000 US$ BWF-level: 4A    | Mannen enkel               | Przemysław Wacha                           | Yuhan Tan                                                | 14 - 21, 21 - 15, 21 - 16                  |                            |
| Datum:22 februari t/m 25 februari Plaats: Wenen, Oostenrijk Prijzengeld: 15.000 US$ BWF-level: 4A    | Vrouwen enkel              | Sayaka Takahashi                           | Chan Tsz Ka                                              | 21 - 17, 21 - 9                            |                            |
| Datum:22 februari t/m 25 februari Plaats: Wenen, Oostenrijk Prijzengeld: 15.000 US$ BWF-level: 4A    | Mannen dubbel              | Rupesh Kumar Sanave Thomas                 | Hiroyuki Saeki Ryota Taohata                             | 23 - 21, 22 - 20                           |                            |
| Datum:22 februari t/m 25 februari Plaats: Wenen, Oostenrijk Prijzengeld: 15.000 US$ BWF-level: 4A    | Vrouwen dubbel             | Ng Hui Ern Ng Hui Lin                      | Eva Lee Paula Obanana                                    | 21 - 16, 21 - 18                           |                            |
| Datum:22 februari t/m 25 februari Plaats: Wenen, Oostenrijk Prijzengeld: 15.000 US$ BWF-level: 4A    | Gemengd dubbel             | Wong Wai Hong Chau Hoi Wah                 | Anthony Dumartheray Sabrina Jaquet                       | 21 - 6, 21 - 10                            |                            |
| Croatian International 2012                                                                          |                            |                                            |                                                          |                                            |                            |
| Datum:8 maart t/m 11 maart Plaats: Zagreb, Kroatië Prijzengeld: 5.000 US$ BWF-level: 4B              | Mannen enkel               | Lukas Schmidt                              | Emil Holst                                               | 21 - 18, 11 - 21, 21 - 19                  |                            |
| Datum:8 maart t/m 11 maart Plaats: Zagreb, Kroatië Prijzengeld: 5.000 US$ BWF-level: 4B              | Vrouwen enkel              | Kana Ito                                   | Neslihan Yiğit                                           | 21 - 18, 21 - 15                           |                            |
| Datum:8 maart t/m 11 maart Plaats: Zagreb, Kroatië Prijzengeld: 5.000 US$ BWF-level: 4B              | Mannen dubbel              | Jacco Arends Jelle Maas                    | Zvonimir Durkinjak Zvonimir Hoelbling                    | 21 - 16, 21 - 14                           |                            |
| Datum:8 maart t/m 11 maart Plaats: Zagreb, Kroatië Prijzengeld: 5.000 US$ BWF-level: 4B              | Vrouwen dubbel             | Samantha Barning Ilse Vaessen              | Johanna Goliszewski Carla Nelte                          | 21 - 18, 21 - 19                           |                            |
| Datum:8 maart t/m 11 maart Plaats: Zagreb, Kroatië Prijzengeld: 5.000 US$ BWF-level: 4B              | Gemengd dubbel             | Jacco Arends Eefje Muskens                 | Zvonimir Đurkinjak Staša Poznanovič                      | 22 - 20, 17, 21, 21 - 16                   |                            |
| Romanian International 2012                                                                          |                            |                                            |                                                          |                                            |                            |
| Datum:15 maart t/m 18 maart Plaats: Timișoara, Roemenië Prijzengeld: 5.000 US$ BWF-level: 4B         | Mannen enkel               | Marcel Reuter                              | Iztok Utroša                                             | 21 - 17, 21 - 17                           |                            |
| Datum:15 maart t/m 18 maart Plaats: Timișoara, Roemenië Prijzengeld: 5.000 US$ BWF-level: 4B         | Vrouwen enkel              | Kana Ito                                   | Ayumi Mine                                               | 21 - 19, 21 - 12                           |                            |
| Datum:15 maart t/m 18 maart Plaats: Timișoara, Roemenië Prijzengeld: 5.000 US$ BWF-level: 4B         | Mannen dubbel              | Laurent Constantin Sebastien Vincent       | Arya Maulana Adiartama Edi Subaktiar                     | 21 - 18, 20 - 22, 21 - 17                  |                            |
| Datum:15 maart t/m 18 maart Plaats: Timișoara, Roemenië Prijzengeld: 5.000 US$ BWF-level: 4B         | Vrouwen dubbel             | Sandra-Maria Jensen Line Kjærsfeldt        | Tilde Iversen Camilla Madsen                             | 21 - 19, 17 - 21, 21 - 16                  |                            |
| Datum:15 maart t/m 18 maart Plaats: Timișoara, Roemenië Prijzengeld: 5.000 US$ BWF-level: 4B         | Gemengd dubbel             | Edi Subaktiar Melati Daeva Oktaviani       | Roman Zirnwald Elisabeth Baldauf                         | 21 - 19, 21 - 18                           |                            |
| Polish International 2012                                                                            |                            |                                            |                                                          |                                            |                            |
| Datum:22 maart t/m 25 maart Plaats: Warschau, Polen Prijzengeld: 15.000 US$ BWF-level: 4A            | Mannen enkel               | Jen Hao Hsu                                | Dmytro Zavadsky                                          | 21 - 17, 21 - 10                           |                            |
| Datum:22 maart t/m 25 maart Plaats: Warschau, Polen Prijzengeld: 15.000 US$ BWF-level: 4A            | Vrouwen enkel              | Ai Goto                                    | Neslihan Yigit                                           | 21 - 9, 12 - 21, 21 - 7                    |                            |
| Datum:22 maart t/m 25 maart Plaats: Warschau, Polen Prijzengeld: 15.000 US$ BWF-level: 4A            | Mannen dubbel              | Vladimir Ivanov Ivan Sozonov               | Adam Cwalina Michał Łogosz                               | 21 - 11, 21 - 13                           |                            |
| Datum:22 maart t/m 25 maart Plaats: Warschau, Polen Prijzengeld: 15.000 US$ BWF-level: 4A            | Vrouwen dubbel             | Mariana Agathangelou Heather Olver         | Eva Lee Paula Obanana                                    | 21 - 12, 23 - 21                           |                            |
| Datum:22 maart t/m 25 maart Plaats: Warschau, Polen Prijzengeld: 15.000 US$ BWF-level: 4A            | Gemengd dubbel             | Nathan Robertson Jenny Wallwork            | Ben Stawski Lauren Smith                                 | 21 - 15, 21 - 11                           |                            |
| Finnish International 2012                                                                           |                            |                                            |                                                          |                                            |                            |
| Datum:29 maart t/m 1 april Plaats: Vantaa, Finland Prijzengeld: 15.000 US$ BWF-level: 4A             | Mannen enkel               | Rajiv Ouseph                               | Henri Hurskainen                                         | 21 - 18, 16 - 21, 21 - 18                  |                            |
| Datum:29 maart t/m 1 april Plaats: Vantaa, Finland Prijzengeld: 15.000 US$ BWF-level: 4A             | Vrouwen enkel              | Yao Jie                                    | Michelle Li                                              | 22 - 20, 21 - 19                           |                            |
| Datum:29 maart t/m 1 april Plaats: Vantaa, Finland Prijzengeld: 15.000 US$ BWF-level: 4A             | Mannen dubbel              | Vladimir Ivanov Ivan Sozonov               | Nikolaj Nikolaenko Nikolai Ukk                           | 21 - 10, 21 - 16                           |                            |
| Datum:29 maart t/m 1 april Plaats: Vantaa, Finland Prijzengeld: 15.000 US$ BWF-level: 4A             | Vrouwen dubbel             | Alex Bruce Michelle Li                     | Mei Kuan Chan Meng Yean Lee                              | 21 - 19, 12 - 21, 21 - 16                  |                            |
| Datum:29 maart t/m 1 april Plaats: Vantaa, Finland Prijzengeld: 15.000 US$ BWF-level: 4A             | Gemengd dubbel             | Chris Adcock Imogen Bankier                | Anders Skaarup Rasmussen Sara Thygesen                   | 22 - 24, 21 - 12, 21 - 13                  |                            |
| French International 2012                                                                            |                            |                                            |                                                          |                                            |                            |
| Datum:5 april t/m 8 april Plaats: Orléans, Frankrijk Prijzengeld: 5.000 US$ BWF-level: 4B            | Mannen enkel               | Anand Pawar                                | Ramdan Mohmed Misbun                                     | 21 - 16, 21 - 10                           |                            |
| Datum:5 april t/m 8 april Plaats: Orléans, Frankrijk Prijzengeld: 5.000 US$ BWF-level: 4B            | Vrouwen enkel              | Judith Meulendijks                         | Sannatasah Saniru                                        | 21 - 12, 21 - 15                           |                            |
| Datum:5 april t/m 8 april Plaats: Orléans, Frankrijk Prijzengeld: 5.000 US$ BWF-level: 4B            | Mannen dubbel              | Peter Käsbauer Josche Zurwonne             | Andreas Heinz Max Schwenger                              | 26 - 24, 17 - 21, 21 - 11                  |                            |
| Datum:5 april t/m 8 april Plaats: Orléans, Frankrijk Prijzengeld: 5.000 US$ BWF-level: 4B            | Vrouwen dubbel             | Johanna Goliszewski Judith Meulendijks     | Louise Hansen Tinne Kruse                                | 21 - 13, 21 - 12                           |                            |
| Datum:5 april t/m 8 april Plaats: Orléans, Frankrijk Prijzengeld: 5.000 US$ BWF-level: 4B            | Gemengd dubbel             | Peter Käsbauer Johanna Goliszewski         | Nelson Wei Keat Mei Kuan Chow                            | 21 - 12, 21 - 11                           |                            |
| Dutch International 2012                                                                             |                            |                                            |                                                          |                                            |                            |
| Datum:12 april t/m 15 april Plaats: Wateringen, Nederland Prijzengeld: 15.000 US$ BWF-level: 4B      | Mannen enkel               | Andre Kurniawan Tedjono                    | Anand Pawar                                              | Walk-over                                  |                            |
| Datum:12 april t/m 15 april Plaats: Wateringen, Nederland Prijzengeld: 15.000 US$ BWF-level: 4B      | Vrouwen enkel              | Yao Jie                                    | Sonia Su Ya Cheah                                        | 19 - 21, 21 - 9, 21 - 12                   |                            |
| Datum:12 april t/m 15 april Plaats: Wateringen, Nederland Prijzengeld: 15.000 US$ BWF-level: 4B      | Mannen dubbel              | Nelson Wei Keat Yi Teo Ee                  | Jorrit De Ruiter Dave Khodabux                           | 19 - 21, 21 - 13, 21 - 9                   |                            |
| Datum:12 april t/m 15 april Plaats: Wateringen, Nederland Prijzengeld: 15.000 US$ BWF-level: 4B      | Vrouwen dubbel             | Lotte Jonathans Paulien Van Dooremalen     | Selena Piek Iris Tabeling                                | 17 - 21, 21 - 19, 23 - 21                  |                            |
| Datum:12 april t/m 15 april Plaats: Wateringen, Nederland Prijzengeld: 15.000 US$ BWF-level: 4B      | Gemengd dubbel             | Robert Mateusiak Nadiezda Zieba            | Andrej Ashmarin Anastasia Panushkina                     | 21 - 10, 21 - 19                           |                            |
| Portugal International 2012                                                                          |                            |                                            |                                                          |                                            |                            |
| Datum:26 april t/m 29 april Plaats: Caldas da Rainha, Portugal Prijzengeld: 5.000 US$ BWF-level: 4B  | Mannen enkel               | Dieter Domke                               | Lukas Schmidt                                            | 21 - 16, 21 - 17                           |                            |
| Datum:26 april t/m 29 april Plaats: Caldas da Rainha, Portugal Prijzengeld: 5.000 US$ BWF-level: 4B  | Vrouwen enkel              | Beatriz Corrales                           | Linda Zechiri                                            | 21 - 15, 21 - 15                           |                            |
| Datum:26 april t/m 29 april Plaats: Caldas da Rainha, Portugal Prijzengeld: 5.000 US$ BWF-level: 4B  | Mannen dubbel              | Zvonimir Durkinjak Nikolaj Overgaard       | Marcus Ellis Paul Van Rietvelde                          | 21 - 12, 22 - 20                           |                            |
| Datum:26 april t/m 29 april Plaats: Caldas da Rainha, Portugal Prijzengeld: 5.000 US$ BWF-level: 4B  | Vrouwen dubbel             | Alexandra Langley Gabrielle White          | Helena Lewczynska Hayley Rogers                          | 21 - 11, 21 - 19                           |                            |
| Datum:26 april t/m 29 april Plaats: Caldas da Rainha, Portugal Prijzengeld: 5.000 US$ BWF-level: 4B  | Gemengd dubbel             | Marcus Ellis Gabrielle White               | Zvonimir Durkinjak Stasa Poznanovic                      | 21 - 17, 15 - 21, 24 - 22                  |                            |

1987/88 · 1988/89 · 1989/90 · 1990/91 · 1991/92 · 1992/93 · 1993/94 · 1994/95 · 1995/96 · 1996/97 · 1997/98 · 1998/99 · 1999/00 · 2000/01 · 2001/02 · 2002/03 · 2003/04 · 2004/05 · 2005/06 · 2006/07 · 2007/08 · 2008/09 · 2009/10 · 2010/11 · 2011/12 ·